# Shareef Abdur-Rahim
Julius Shareef Abdur-Rahim (* 11. Dezember 1976 in Marietta, Georgia) ist ein ehemaliger US-amerikanischer Basketballspieler, der von 1996 bis 2008 in der NBA aktiv war. In seiner Zeit bei den Vancouver Grizzlies wurde er einmal zum All-Star der NBA gewählt, konnte jedoch mit seinen NBA-Mannschaften keine nennenswerten Erfolge feiern.
Abdur-Rahim ist 2,06 Meter groß und kam auf beiden Forward-Positionen–, meist jedoch als Power Forward zum Einsatz. Nach anhaltenden Kniebeschwerden beendete Abdur-Rahim 2008 seine aktive Karriere und wurde im Management der Kings angestellt. 2013 wurde er schließlich selbst „General Manager“ bei den Reno Bighorns, dem „Farmteam“ der Kings.
Seit 2018 ist Abdur-Rahim neuer Präsident der NBA-Unterliga G-League.
Im Gegensatz zu Kareem Abdul-Jabbar und Mahmoud Abdul-Rauf, die erst während ihrer Basketball-Karriere zum Islam konvertierten, wuchs Abdur-Rahim in einer muslimischen Familie (mit elf Geschwistern) auf.

## Karriere

### Vancouver Grizzlies
Im Draft 1996 wurde Abdur-Rahim nach nur einem Collegejahr (in Berkeley) von den Vancouver Grizzlies, die erst ihre zweite Saison in der NBA bestritten, an dritter Stelle ausgewählt. Bereits in seinem ersten Jahr entwickelte er sich zum besten Korbschützen seiner Mannschaft. In einem der besten Jahrgänge der NBA-Geschichte wurde Abdur-Rahim dritter bei der Wahl zum Rookie of the Year und in die Auswahlmannschaft der besten Rookies (NBA All-Rookie First Team) gewählt.
In den folgenden vier Saisons bei den Grizzlies erzielte Abdur-Rahim jeweils durchschnittlich über 20 Punkte pro Spiel und war auch der beste Rebounder seiner Mannschaft. Dennoch blieben die Grizzlies eine der schlechtesten Mannschaften der Liga, sodass Abdur-Rahim nie die Play-offs erreichen konnte.

### Atlanta Hawks
Zur NBA-Saison 2001/02, als die Grizzlies nach Memphis zogen, wechselte Abdur-Rahim, während des NBA-Drafts 2001 für Rookie Pau Gasol, zu den Atlanta Hawks in seinen Heimatstaat Georgia. Abdur-Rahim blieb auch in Atlanta ein guter 20 Punktescorer. Doch trotz wiederum starker Leistungen, die ihm seine einzige Nominierung für ein All-Star Game einbrachten, sowie von Jason Terry, erreichte er erneut nicht die Play-offs. In der Saison 2002/03 bildeten Abdur-Rahim, Terry und Glenn Robinson das nach erzielten Punkten beste Trio der NBA, aber auch mit den Hawks blieb Abdur-Rahim eine Teilnahme an den Play-offs verwehrt.

### Portland Trail Blazers
Im Februar 2004 wechselte Abdur-Rahim nach Portland, wo er in den verbleibenden Spielen der Saison 2003/04 jedoch nur selten in der Startaufstellung stand. Auch in der Folgesaison konnte Abdur-Rahim nicht mehr ganz an die Leistungen vor seinem Wechsel zu den Trail Blazers anknüpfen. Kam jedoch auf 16,8 Punkte im Schnitt. Zudem musste er aufgrund einer Ellenbogen-Verletzung erstmals in seiner NBA-Karriere längere Zeit aussetzen.

### Sacramento Kings

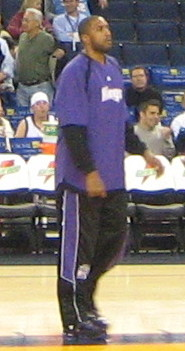
Abdur-Rahim bei den Sacramento Kings, 2006

Nachdem ein Wechsel zu den New Jersey Nets nicht zustande gekommen war, unterschrieb Abdur-Rahim bei den Kings. Hier stand Abdur-Rahim nur unregelmäßig in der Startaufstellung, erreichte aber erstmals in seiner Karriere die Play-offs. In der ersten Runde verlor Sacramento gegen die San Antonio Spurs und schied aus. 2006/07 konnte Abdur-Rahim sich erneut nicht dauerhaft gegenüber Kenny Thomas durchsetzen und erzielte erstmals in seiner NBA-Karriere durchschnittlich weniger als 10 Punkte pro Spiel. Für die Kings reichte es erstmals seit 8 Jahren nicht für die Play-offs.
Am 22. September 2008 erklärte Abdur-Rahim wegen anhaltender Kniebeschwerden, im Alter von 31 Jahren seinen Rücktritt als professioneller Spieler, um eine Stelle im Management der Kings anzutreten.

### Nationalmannschaft
Abdur-Rahim nahm als Ersatz für den verletzten Grant Hill bei den Olympischen Spielen 2000 teil und gewann mit der US-amerikanischen Nationalmannschaft die Goldmedaille.

## Karriereende
Nach seinem Karriereende holte Abdur-Rahim seinen Collegeabschluss an der Berkeley in Soziologie nach. Im Jahre 2016 machte er seinen Master of Business Administration an der USC.
Von 2008 bis 2010 war Abdur-Rahim Assistenztrainer der Sacramento Kings, ehe er ins Management wechselte und da Assistentmanager weiterbeschäftigt wurde. Für die Saison 2013–14 war er General Manager der Reno Bighorns in der D-League. Seit 2018 ist Abdur-Rahim Präsident der NBA-Unterbau-Liga G-League.